# Aš
Aš (německy Asch) je město v okrese Cheb v Karlovarském kraji, 20 km severozápadně od Chebu, v Ašském výběžku. Je obklopeno ze dvou stran Německem (Bavorskem a Saskem). Žije zde přibližně 13 tisíc obyvatel. Sousedními obcemi sídla jsou Podhradí, Krásná, Hranice, Hazlov, Bad Brambach, Bad Elster, Rehau a Selb.

## Název
V historických dokumentech je Aš nazývána také Ascha, Asche, ale první zaznamenané jméno je Aska. Název města vznikl z německého názvu ryby – lipana (die Äsche), který se objevuje ve znaku města. Někdy je jméno mylně odvozováno od německého slova Asche, což znamená popel. V němčině má název podobu Asch. Tento název byl jako oficiální používán až do konce druhé světové války, později paralelně s českou verzí Aš. V Německu se varianta Asch užívá dodnes (např. na dopravních informačních značkách apod.). Po vysídlení Němců z Československa, bylo rozhodnuto, že obce s německým jménem budou přejmenovány. Aš byla jen jednou ze tří obcí na Ašsku, která měla kromě německého názvu i český. I tak se uvažovalo o přejmenování (jako například u města Sokolov, které se česky dříve nazývalo Falknov nad Ohří). Jedním z návrhů byl název Dukla, který však nebyl realizován, a nakonec městu zůstal název Aš.

## Historie
Do roku 1000 patřilo ašské území do takzvaného regia Slavorum (z latiny země Slovanů). Aš byla pravděpodobně založena v 11. nebo 12. století.
V roce 1270 získal ašský kostel řád německých rytířů. Je to také první zaznamenaná zmínka o Aši. Město samotné, je v historických pramenech zmíněno o něco později, v roce 1281, kdy bylo zastaveno římským králem Rudolfem Habsburským fojtu Jindřichovi z Plavna. V roce 1331 byla Aš a město Selb zastaveno králem Janem Lucemburským znovu pánům z Plavna, zbytek Ašska potom pánům z Neuberga. Plavenští si na Mikulově vybudovali vedlejší sídlo. Neubergové chtěli pravděpodobně mezi lety 1335 až 1355 oddělit Aš od Chebska, protože Chebští páni se dožadovali krále Jana Lucemburského privilegií, podle nichž by k tomuto dojít nemohlo. Kolem roku 1400 odkoupili celé Ašsko od pánů z Plavna Zedtwitzové. V roce 1422 došlo k tomu, čeho se Chebští obávali. Císař Zikmund předal celé Ašsko Zedtwitzům jako mužské léno, čímž bylo definitivně Ašsko odděleno od Chebska, a stalo se fakticky autonomií. Zedtwitzové poté ovládali Ašsko po více než dalších 500 let.
V 16. století provedli Zedtwitzové na Ašsku reformaci, luteránství se stalo dominantní konfesí. Roku 1629 bylo Ašsko obsazeno císařskými vojsky a zdejší evangeličtí duchovní byli vyhnáni. Avšak vzhledem k zvláštnímu postavení Ašska potvrdil vestfálský mír Ašsko jako protestantské území, nebyla zde provedena rekatolizace, takže Ašsko zůstalo jediným českým územím, kde byl protestantismus nejen povoleným, ale dokonce výhradním náboženstvím, zůstal jím i poté, co část rodiny Zedtwitzů přestoupila ke katolicismu. V roce 1775 bylo Ašsko definitivně připojeno k Čechám, resp. k Rakousku. To díky tzv. Temperamentním bodům, které vydala Marie Terezie. Tato listina měla původně usnadnit politickou a soudní správu na Ašsku, ale Zedtwitzům také zaručila ochranu, vlastní soudní aparát, osvobození od daní a svobodu vyznání. Toleranční patent z roku 1781 se na Ašsko vztahoval v tom smyslu, že zaručil toleranci katolické menšině.

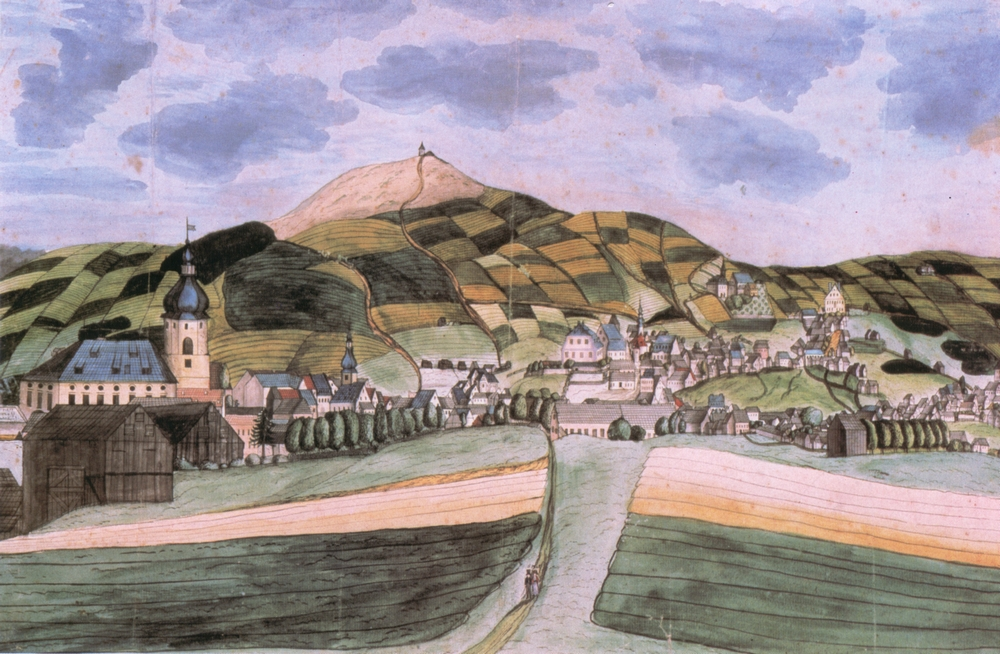
Aš v roce 1825 (kresba W. Kreizinger)

Textilní průmysl v regionu rychle sílil, a koncem 18. století se z Aše stalo průmyslové centrum. Roku 1814 vypukl v Aši velký požár, který zasáhl oba vrchy podél hlavní cesty; Mikulášský i Radniční. Požár zničil celé zámecké sídlo Zedtwitzů, historickou radnici, a vzal s sebou 167 domů, a dalších 80 staveb mezi těmito vrchy. V roce 1834 byl v Aši vyroben první Jacquardův tkalcovský stroj. V té době žilo v Aši už přes 6 000 tkalců. O třicet let později, roku 1864 v Aši vznikla první mechanická tkalcovna v Rakousku. V květnu roku 1877 došlo k velké stávce v textilní výrobě. Ta skončila střelbou a smrtí jednoho z dělníků. V roce 1880 se Aš se svými třinácti tisíci obyvateli stala desátým největším českým městem. 2. srpna 1872 byla Aš právně povýšena z městyse na město.

### 20. století

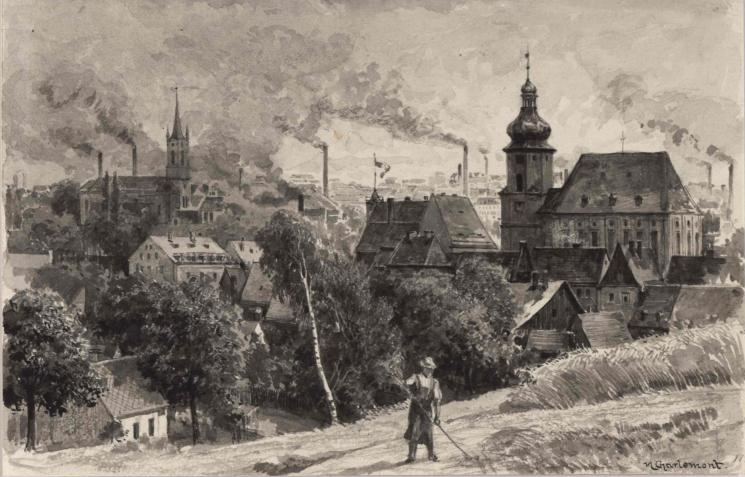
Průmyslové město Aš, malba Huga Charlemonta z roku 1896. Vpravo kostel Svaté Trojice, zničený roku 1960

V roce 1904 byla v Aši založena odborná textilní škola se čtyřletým studiem. Textilní průmysl nadále velmi sílil, a v roce 1924 bylo ve městě již více než 120 tkalcoven, 13 barvíren, 52 obecných pletáren, a 129 pletáren punčoch. Z Aše se stalo ještě silnější průmyslové centrum. Bohatství ašských továrníků podporovalo propagandu Konráda Henleina, což vedlo k posilování jeho Sudetoněmecké strany a přebírání moci v okrese. Po jejím sjezdu 5. května 1938, kterého se účastnilo 21 tisíc členů, začali čeští obyvatelé město opouštět. Kvůli síle ašských nacistů, kteří postupně přibírali moc v celém ašském okrese, bylo Ašsko obsazeno jednotkami freikorpsu a de facto připojeno k německé říši ještě před podepsáním Mnichovské smlouvy, v noci z 21. na 22. září 1938. Čeští policisté byli odzbrojeni a společně s českými úředníky a německými antifašisty převezeni do Bad Elsteru. 3. října 1938 vstoupily do města jednotky wehrmachtu a o několik hodin později je následoval sám Hitler.

#### Druhá světová válka

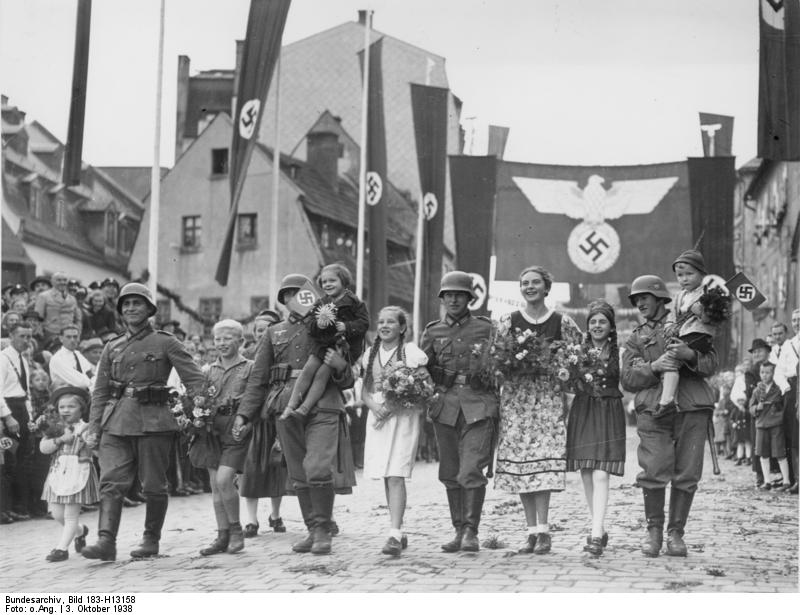
3. října 1938 vstoupily jednotky wehrmachtu do Aše následovány samotným Hitlerem

Během druhé světové války se situace nejen v Aši, ale v celém Ašsku, značně zhoršila. Textilní výroba ztrácela na své síle kvůli úbytku obyvatelstva a německé úřady postupně zastavovaly novou výstavbu ve městě. 20. dubna 1945 vstupují do Aše americké jednotky a osvobozují ji. Válka končí, ale problémy ne.
Vystěhováním německého obyvatelstva z Aše klesl i přes okamžité osidlování počet obyvatel o více než polovinu. I když byly některé závody předány do státní správy nebo do rukou nových českých osídlenců, nebylo možné udržet všechny v provozu. Mnoho továren muselo být uzavřeno. Reorganizace textilních továren v Aši pokračovala až do 50. let 20. století, kdy byly zřízeny n. p. Tosta, Ohara Aš (později n. p. Textilana), n. p. Krajka, n. p. Kovo nebo Metaz. V Aši byl později také otevřen závod pro výrobu výpočetní techniky Aritma.
V roce 1960 byl požárem zničen evangelický kostel, nejhodnotnější památka města. Během 60. let bylo v Aši zbouráno velké množství starých domů, které byly nahrazeny domy panelovými. Vzniklo tak množství sídlišť, která přinesla přes tisíc nových bytů. V té době také přestal klesat počet obyvatel a v roce 1970 žilo v Aši již 11 620 lidí. Během 70. a 80. let bylo město obohacováno o velké množství nových domů, ale rekonstruovány byly i ty starší. Přibyly také obchody, místa ke sportu nebo nové vlakové nádraží.
Pádem komunistického režimu v roce 1989 také skončila textilní éra města Aše. V 90. letech postupně zanikají všechny místní továrny, Tosta, Textilana i Krajka. Textilní podnik Textilana (závod Ohara Aš) zanikl ke konci roku 1999, kdy se vedení liberecké Textilany rozhodlo tento podnik zcela uzavřít z důvodu nerentabilnosti a ztrátovosti, závod Ohara Aš až do zastavení výroby vyráběl dámské šatovky a látky na pánské obleky, navíc tehdy se už i liberecká Textilana potýkala s nemalými finančními problémy (za tři roky sama zanikla), závod Tosta Aš zanikl v roce 1999, kdy byly propuštěni všichni zaměstnanci a výroba zcela zastavena. Před úplným úpadkem zachránilo město otevření hraničního přechodu do Německa. Byl vybudován nový celní komplex, ve kterém sídlily jak české, tak německé celní úřady. Z Aše se postupně stávalo turisticky zajímavé místo, kam jezdilo nakupovat mnoho Němců.

### 21. století

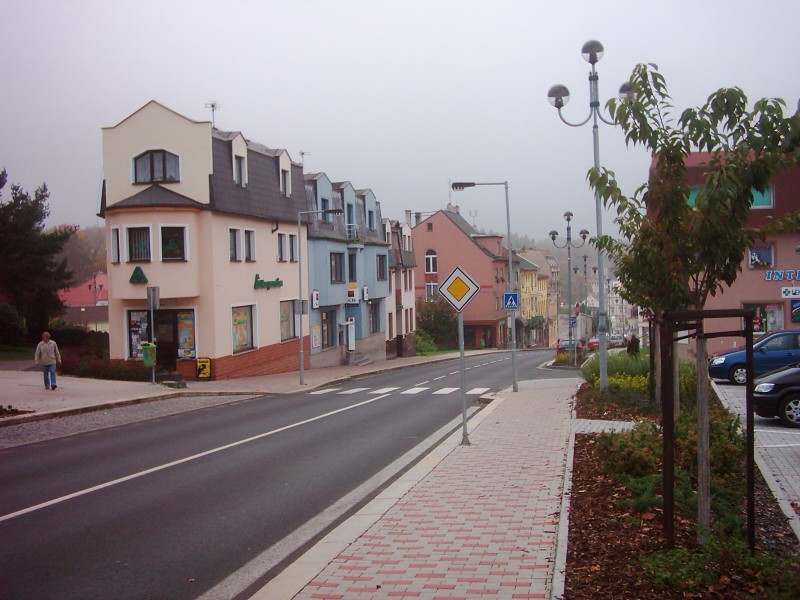
Nová výstavba na Hlavní ulici

Vstup do 21. století znamenal pro město novou stavební éru. V centru města přibylo množství nových, moderních polyfunkčních domů. Mezi lety 2004 a 2009 prošlo město pěti etapami rekonstrukce silniční a parkovací infrastruktury. Byl vybudován ašský obchvat. V roce 2003 byla kompletně rekonstruována budova staré radnice, kam byl následně opět přemístěn městský úřad. V sousedství byl vysvěcen památník vyhořelému evangelickému kostelu, v jehož blízkosti stojí také jediný památník Martina Luthera v České republice. Byly upraveny parky v okolí historické rozhledny na vrchu Háj, i parky ve městě. Menší obchody jsou nahrazovány obchodními domy. V roce 2008 navíc došlo k opravám velkého počtu panelových domů, které pokračují i v roce 2010, a byl vybudován třetí kruhový objezd v centru města, na Goethově náměstí. V letech 2009–2010 byly také vloženy velké investice do revitalizace vrchu Háj a do úpravy Mikulášského vrchu spolu s celkovou rekonstrukcí ašského muzea.
V letech 2013–2014 došlo i na rekonstrukce tak dlouho opomíjených německých památníků. V roce 2013 byly rekonstruovány památníky F. L. Jahna a T. Körnera. V roce 2014 poté památník Friedricha Schillera a Gustava Geipela. V roce 2014 byla také dokončena rekonstrukce Goethova náměstí a byla sem po pěti letech vrácena restaurovaná kašna se sochou básníka J. W. Goetheho.

### Pověsti
Nejznámější ašskou pověstí je patrně ta o Nahřbetskočovi, který napadal pocestné na vrchu Háj, u obávaného Kočičího smrku. Pověsti z celého Ašska byly sepsány v knize Ašské pověsti rodákem Wilhelmem Fisherem, kterou v češtině vydalo v roce 1999 také Ašské muzeum. V roce 2014 byly tyto pověsti vydány na CD jako audiokniha.

## Městské symboly

### Znak
Znakem města jsou tři stříbrní lipani pod sebou (horní dva jsou stejně velcí, nejspodnější je menší), kteří jsou umístěni v modrém štítě (ryba ve vodě). Znak patří mezi takzvané mluvící znaky. Zobrazuje název města, pocházející z německého výrazu pro lipana = Äsche.
Spekuluje se, že lipani jsou s Aší spjaty již od roku 1270. Toto tvrzení však nebylo nikdy potvrzeno. Další historický názor pochází od významného ašského historika Karla Albertiho, který se domnívá, že se lipani ve znaku začali používat až během třicetileté války. Nejstarší vyobrazení lipanů v ašském znaku je totiž známo až z městské pečetě z roku 1635. Zde jsou tři lipani však zkřížení, a jejich hlavy směřují k zemi. Nejstarší známé vyobrazení tří lipanů pod sebou (jako je tomu dnes) pochází z roku 1765. Jedná se o reliéf na budově staronové radnice. V druhé polovině 20. století se vedly spory o to, jak přesně má ašský znak vypadat. Jeho podoba byla ustanovena až 21. října 2004. Základem byli vždy tři lipani pod sebou, ale objevovaly se varianty znaku například s královskou či hradební korunou nad štítem.

### Vlajka
Oficiální vlajka města je platná od 8. června 2004. Před tím město nemělo sjednocenou vlajku a používalo různé varianty. Současná oficiální ašská vlajka se skládá ze třech bílých vlajících klínů s vrcholy v polovině délky modrého listu. V žerďové polovině se nacházejí tři bílí lipani pod sebou (na rozdíl od znaku jsou všichni tři stejně velcí). Poměr šířky k délce listu je 2:3. Jedna z neoficiálních vlajek vlaje na náměstí v partnerském městě Rehau dodnes.

Oficiální znak města
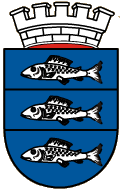
Varianta znaku s korunou nad štítem
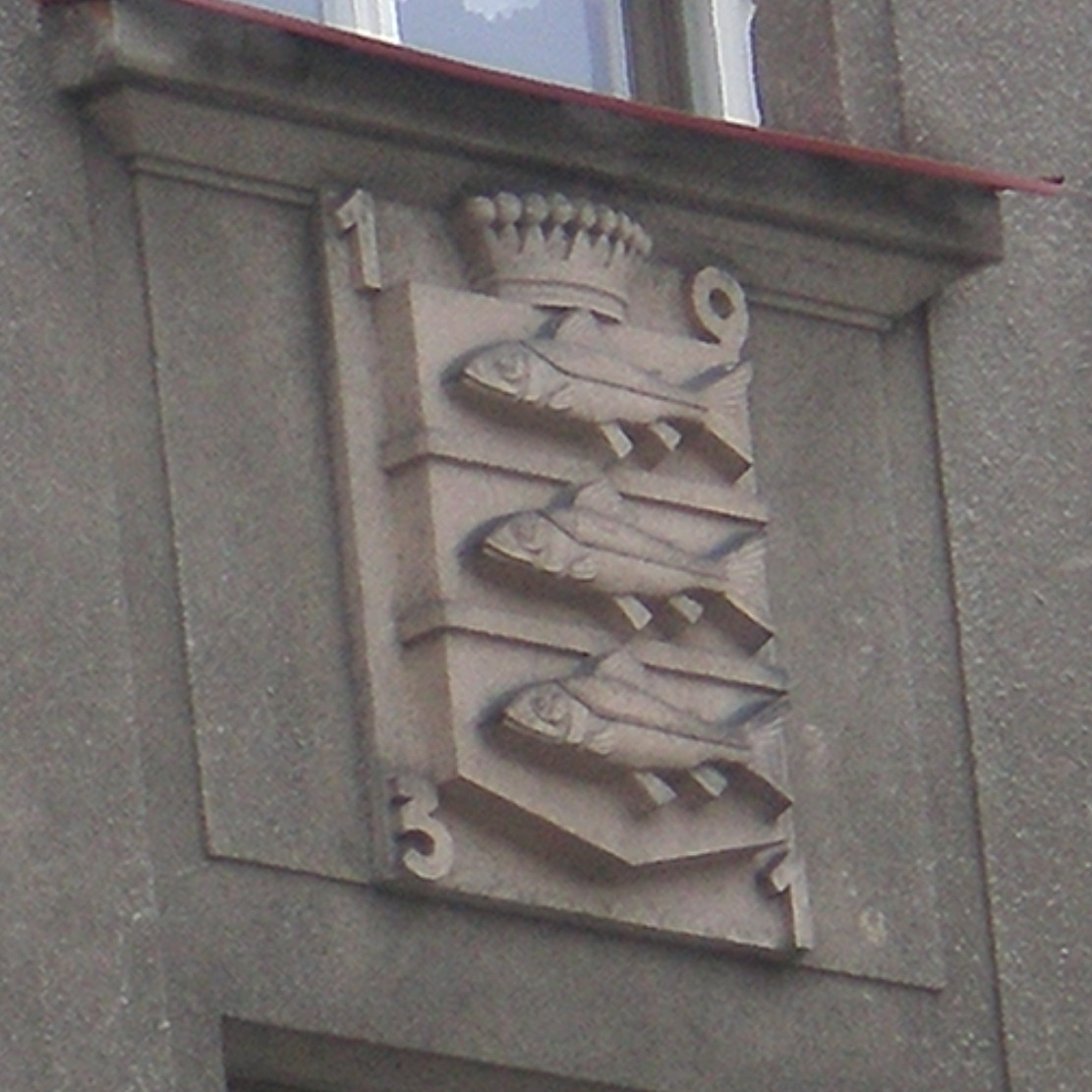
Znak města na budově bývalé hasičské stanice z roku 1931 na Poštovním náměstí
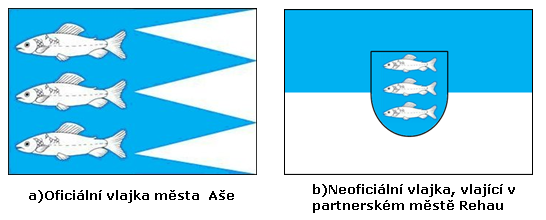
Oficiální vlajka a vlajka vlající v partnerském městě Rehau

## Přírodní poměry

### Geologická stavba, reliéf a půdy
Aš se nachází ve Smrčinách, v západní části okresu Cheb, na historickém území Ašska. Rozprostírá se pod vrchem Háj, v oblasti Ašské vrchoviny, v nadmořské výšce okolo 650 metrů nad mořem. Aš je městem zeleně, obklopena lesy a s množstvím parků. Městské sady Míru jsou klasifikovány jako významný krajinný prvek.
Severní okrajovou částí města protéká Ašský potok, který se u Podhradí vlévá do Bílého Halštrova. V Aši také pramení Račí potok (Selbbach), který dále teče do Německa.
Aš tvoří jednotný celek se svou místní částí Mokřiny, a s obcí Krásná. Na západní straně města se táhne státní hranice s Německem. Zde se také nachází hraniční přechod Aš–Selb.

### Podnebí
Podnebí je drsné, což znamená dlouhé, studené zimy (trvající 4–5 měsíců) a jen velmi krátká léta.

## Obyvatelstvo
Při sčítání lidu v roce 1921 zde žilo 19 525 obyvatel, z nichž bylo 133 Čechoslováků, 17 812 Němců, dva Židé, dva jiné národnosti a 1 576 cizinců. K římskokatolické církvi se hlásilo 7 299 obyvatel, 11 930 k evangelické církvi, čtyři k církvi československé, 51 k církvi izraelitské, šest k jiné církvi a 235 bylo bez vyznání.
Podle sčítání 1930 zde žilo v 1996 domech 22 930 obyvatel. 290 obyvatel se hlásilo k československé národnosti a 20 885 k německé. Žilo zde 9 790 římských katolíků, 12 241 evangelíků, 15 příslušníků církve československé husitské a 64 židů.
| Rok            | 1869  | 1880   | 1890   | 1900   | 1910   | 1921   | 1930   | 1950   | 1961  | 1970   | 1980   | 1991   | 2001   | 2011   | 2021   |
| -------------- | ----- | ------ | ------ | ------ | ------ | ------ | ------ | ------ | ----- | ------ | ------ | ------ | ------ | ------ | ------ |
| Počet obyvatel | 9 405 | 13 209 | 15 557 | 18 674 | 21 880 | 19 525 | 22 930 | 10 784 | 9 667 | 11 622 | 11 905 | 11 410 | 11 632 | 11 498 | 11 181 |
| Počet domů     | 762   | 918    | 1 125  | 1 305  | 1 503  | 1 590  | 1 996  | 2 208  | 1 423 | 1 433  | 1 378  | 1 463  | 1 548  | 1 749  | 1 771  |

| Rok            | 1869   | 1880   | 1890   | 1900   | 1910   | 1921   | 1930   | 1950   | 1961   | 1970   | 1980   | 1991   | 2001   | 2011   | 2021   |
| -------------- | ------ | ------ | ------ | ------ | ------ | ------ | ------ | ------ | ------ | ------ | ------ | ------ | ------ | ------ | ------ |
| Počet obyvatel | 13 888 | 17 589 | 19 885 | 23 737 | 27 772 | 24 618 | 28 916 | 12 484 | 11 209 | 12 843 | 12 925 | 12 285 | 12 584 | 12 643 | 12 257 |
| Počet domů     | 1 322  | 1 486  | 1 721  | 1 938  | 2 235  | 2 322  | 2 847  | 3 116  | 1 803  | 1 768  | 1 672  | 1 789  | 1 893  | 2 139  | 2 178  |

### Struktura populace

Věková struktura obyvatel obce Aš roku 2011
Rodinný stav obyvatel obce Aš roku 2011
Vzdělání obyvatel obce Aš roku 2011

### Náboženský život
Katolíci z Aše a okolí jsou sdruženi ve farnosti Aš, jež je součástí Plzeňské diecéze. Protestantismus je v městě reprezentován sborem Bratrské jednoty baptistů, sborem Českobratrské církve evangelické a misijní skupinou Křesťanských společenství. V městě má sídlo též pravoslavná církevní obec, jejíž bohoslužby se konají v chrámě v Mokřinách. V Aši je rovněž sbor svědků Jehovových.

## Obecní správa a politika

### Místní části
- Aš
- Dolní Paseky
- Doubrava
- Horní Paseky
- Kopaniny
- Mokřiny
- Nebesa
- Nový Žďár
- Vernéřov

Od 1. ledna 1976 do 23. listopadu 1990 k městu patřila i Kamenná.

### Správní území
Správní obvod obce s rozšířenou působností Aš zahrnuje město Hranice a obce Hazlov, Krásná a Podhradí.

### Starostové města
Za Habsburské monarchie a Rakousko-Uherska:
- Wilhelm Weiß (1850–1861)
- Nikol Ploß (1857–1861)
- Johann Bareuther (1861–1867)
- Nikol Adler (1867–1871)
- Wilhelm Kässmann (1871–1873)
- Nikol Ploss (1873–1885)
- Emil Schindler (1885–1908)
- H.G. Künzel (1908–1918)

Za První republiky:
- Wilhelm Hofmann (1919–1920)
- Christian Geipel (1920–1928)
- Carl Tins (1928–1934)
- Johann Jäger (1934–1938)

Za nacistické okupace:
- Gustav Geipel (1938–1945)
- Richard Dobl (1945)

Od konce druhé světové války do roku 1989:
- Miroslav Svoboda
- JUDr. Břetislav Hadač (?–1990)

Po roce 1989:
- Mgr. Antonín Pospíšil (1990–1991)
- Ing. Libor Syrovátka (1991–1998)
- PaedDr. Antonín Veselý (1998–2000)
- Mgr. Dalibor Blažek (2000–2022)
- Vítězslav Kokoř, MBA (2022–současnost)

### Členství ve sdruženích
Toto druhé nejzápadnější město České republiky je jedním ze 14 zakládajících členů česko-německého společenství Přátelé v srdci Evropy, někdy také označovaného za mikroregion. Aš je také členem sdružení Ašsko, jehož členy jsou obce bývalého ašského okresu.

## Hospodářství

### Služby

#### Obchodní řetězce
| - hypermarket Tesco - Lidl - Penny Market - Billa | - Travel Free - KIK - Expert Elektro - Free One Shop |

#### Zdravotnictví a sociální sféra
V Aši se v minulosti nacházela velká nemocnice, která však byla zrušena. V rámci velkých plánů izraelského investora je plánována stavba nové nemocnice, z plánu výstavby však pro nedostatek financí sešlo a v současnosti(2020) se žádná výstavba nekoná. V současnosti se zde nachází tři větší zdravotní střediska a množství lékařů různých odborností je roztroušeno po dalších budovách v různých částech města.
V areálu bývalé nemocnice v Nemocniční ulici dnes provozuje své služby soukromá léčebna dlouhodobě nemocných (LDN) Carvac s.r.o., která provozuje lůžkovou ošetřovatelskou a rehabilitační péči.
V Aši funguje také pečovatelská služba, se zaměřením na důchodce a invalidní důchodce. Dům s pečovatelskou službou a Domov důchodců.
Dalším sociálním zařízením je od roku 1963 Krajský dětský domov , který funguje v Aši ve třech budovách (2 v ulici Na Vrchu a jedna v ulici Sadová) a je určen zpravidla pro děti od 3 do 18 let. V minulosti pro děti do 3 let existoval ještě Dětský domov ve Vladivostocké ulici, kde od roku 1997 probíhaly kontroverzní, tzv. utajené porody.
Plzeňská diecézní charita v Aši provozuje také domov sv. Zdislavy pro matky s dětmi v tísni, což je azylový dům, v němž žijí matky s dětmi v těžké životní situaci, pocházející z rozvrácených nebo týraných rodin. K dispozici je 6 bytových jednotek s celkovým počtem 18 lůžek. Toto zařízení se nachází v Klicperově ulici.

## Společnost

### Školství
V Aši se nacházejí 3 základní školy, gymnázium, 5 mateřských škol, zvláštní škola a umělecká škola. V Aši existovala také Střední průmyslová škola textilní (SPŠT). Ašské školy pravidelně pořádají vzdělávací setkání se školami německými.
| 1. ZŠ (Kamenná ul.)    | 1. ZŠ (Kamenná ul., známá jako „Kamenka“) – v roce 2009 bylo v této škole registrováno 480 žáků v 18 třídách. Tato škola slouží od roku 1890, a stojí přímo v centru města. Škola disponuje vlastní tělocvičnou, školní jídelnou, technickými dílnami, učebnou informatiky nebo školní knihovnou. Škola je známa svým velmi kladným vztahem k moderním informačním technologiím, které jsou protkány celou školou (vlastní vnitřní počítačové sítě, rozdělené mezi I. a II. stupeň školy, počítač s internetem v každé učebně, digitální projektory, dvě samostatné, moderně vybavené učebny informačních technologií či vlastní internetová televize, TV Kamenka). Na této škole je možné získat osvědčení o tzv. počítačové gramotnosti, ECDL. |
| 2. ZŠ (Hlávkova ul.)   | 2. ZŠ (Hlávkova ul.) – v roce 2009 bylo v této škole registrováno 377 žáků v 17 třídách. Škola byla postavena v letech 1910–1911. Česky se zde poprvé začalo vyučovat až v roce 1945. V 60. letech využívala 2. ZŠ budovu staré německé školy na Hlavní ulici, která byla později zbourána. Škola disponuje vlastní velkou tělocvičnou, hřištěm, školními zahradami, jídelnou, školní družinou, technickými dílnami nebo také učebnou informatiky. V roce 2008 se Jiří Honomichl ze 2. základní školy dostal do finálového kola soutěže o nejoblíbenějšího učitele Zlatý Ámos. Byl tak prvním ašským učitelem, který se dostal do finále této soutěže.                                                                                           |
| 3. ZŠ (Okružní ul.)    | 3. ZŠ (Okružní ul., známá jako „Gymnázka“) – v roce 2009 navštěvovalo tuto školu 216 žáků. Škola byla postavena jako gymnázium císaře Františka Josefa. Škola disponuje třídou vybavenou pro dyslektické, dysgrafické a dysortografické děti. Učitelé též umí jednat s dětmi s logopedickými poruchami řeči. Škola je vybavena vlastní tělocvičnou, školním hřištěm, jídelnou, družinou a učebnou informatiky. Ke škole je připojena mateřská škola. Před budovou školy stojí Benešův památník. |
| 4. ZŠ (Studentská ul.) | 4. ZŠ a praktická škola (Studentská ul.) – v roce 2009 tuto školu navštěvovalo 166 žáků. Budova školy v minulosti sloužila jako budova soudu okresu Aš. Škola disponuje školní jídelnou, posilovnou, učebnou informatiky, knihovnou a speciálními učebnami: keramická dílna, šicí dílna, kovodílna, technické dílny. V letech 2009–2010 bylo vystavěno nové školní hřiště. |
|                        | Gymnázium Aš (Hlavní ul.) – osmileté gymnázium je zaměřeno na výuku cizích jazyků. Nejrozšířenějším vyučovaným jazykem je němčina. Gymnázium patří mezi 15 škol České republiky, kde je možné získat tzv. Sprachdiplom. Od roku 2016 zde probíhají rekonstrukce s cílem modernizace školy. Gymnázium se podílí na kulturních akcích v Aši, např. Ašlerky. Žáci školy pravidelně obsazují vysoké příčky v celostátních soutěžích v biologii, německém jazyce či chemii.[zdroj⁠?!] |

### Kultura
Pravidelně se konají letní slavnosti města, Den pro rodinu nebo divadelně-hudební festival Ašlerky. V Aši působí divadelní soubor Podividlo ažažAš.
V nedávné minulosti se také v Aši odehrály rekonstrukce některých důležitých historických událostí. Například vstup amerických vojsk do města v roce 1945 ze severu, a poté boj mezi nimi a nacisty na Goethově náměstí. V roce 2008 poté také proběhla rekonstrukce vstupu vojsk Varšavské smlouvy do Aše. To všechno včetně historické techniky, kostýmů a kulis. V Aši také v několika posledních letech bylo možné zhlédnout úspěšné výstavy automobilových veteránů či historické vojenské techniky, včetně tanků.
Ašské muzeum pravidelně pořádá výstavy týkající se Ašska. Dříve v Aši existovala i soukromá galerie Anny Tyrolerové Na Háji, která prezentovala umění ašských tvůrců.
Po několika požárech musel být hudební zbourán klub Klubíčko. Město Aš poté nechalo zrekonstruovat prázdnou budovu bývalého učiliště a vzniklo zde nové kulturní centrum LaRitma. Do budovy se v roce 2018 přesídla i ZUŠ Roberta Schumanna. Úspěchy na hudební scéně regionu i mimo něj sklízeli ašské hudební skupiny Mac Beth (již zaniklá), 0609 a Afekt nebo zpěvák Petr Sepeši. V současnosti k populárním umělcům patří Petr Bundil (skupina Slza) a Miroslav Chrástka, který od roku 2002 až do současnosti účinkuje jako frontman české rockové skupiny Turbo.
V roce 2010 byl k dvoustému výročí narození skladatele Roberta Schumanna uskutečněn projekt Schumann 2010 – "Mládí, láska & hudba bez hranic!". Města Aš a saský Bad Elster pátrali po stopách Roberta Schumanna, který Aš navštěvoval a uskutečnili několik koncertů v obou městech.

### Sport
V Aši se nachází Tyršův stadion, kterému nikdo neřekne jinak než „Tyršák“, fotbalové hřiště, krytý plavecký bazén, skateboardové hřiště, bowlingová dráha, tenisové kurty nebo střelnice. Celá Aš je také protkána počtem cyklotras, které spojují nejen celé Ašsko, ale také se připojují na cyklotrasy německého Bavorska a Saska. V zimě je na vrchu Háj otevřen lyžařský areál, včetně vleku. Největším ašským sportovním klubem je bezesporu TJ Jiskra Aš, která čítá bezmála 800 členů. V Aši pracují turistické spolky, například Smrčinský spolek Aš, KČT Aš nebo Sdružení rodáků, přátel a patriotů města Aše. V Aši působí další sportovní kluby, například Ašští bajkeři (cyklistika), Volejbalový klub Aš, Tenisový oddíl Aš, LK Jasan Aš (běh na lyžích, biatlon), Alpin klub Aš.
V roce 2004 získala Lenka Marušková z Aše na olympijských hrách v Athénách stříbrnou medaili ve sportovní střelbě.
V rámci projektu „Revitalizace vrchu Háj“ (2009–2010) bylo vybudováno pod vrchem Háj velké sportovní centrum, včetně fotbalového hřiště, tenisových kurtů, in-line dráhy, lezecké stěny, minigolfu, pétanque, apod. Byla vystavěna dvě velká parkoviště, a byla vybudována zcela nová infrastruktura k rozhledně, včetně osvětlení a chodníků. Celkové náklady na tento projekt činili 130,6 milionů korun, z čehož 115 milionů pochází z grantového systému Evropské unie.
V říjnu 2012 slavnostně zahájil činnost ašského badmintonového oddílu reprezentant ČR a olympionik Petr Koukal ve víceúčelové sportovní hale.

## Doprava

### Silniční doprava
Do Aše vede silnice číslo I/64 z Chebu, která byla připojena na ašský obchvat, dostavěný v roce 2002. Silnice I/64 se napojuje na silnici vedoucí do Německa. Z Aše poté pokračují silnice II/216 ve směru Doubrava, která se zde napojuje na saskou silnici do Bad Elsteru, a silnice II/217 ve směru Hranice, která se poté napojuje na saskou silnici v obci Ebmath.
Městská autobusová doprava v Aši zahrnuje tři linky, integrované do IDOK. V Aši se používají autobusy značky Iveco, konkrétně Iveco Stratos.

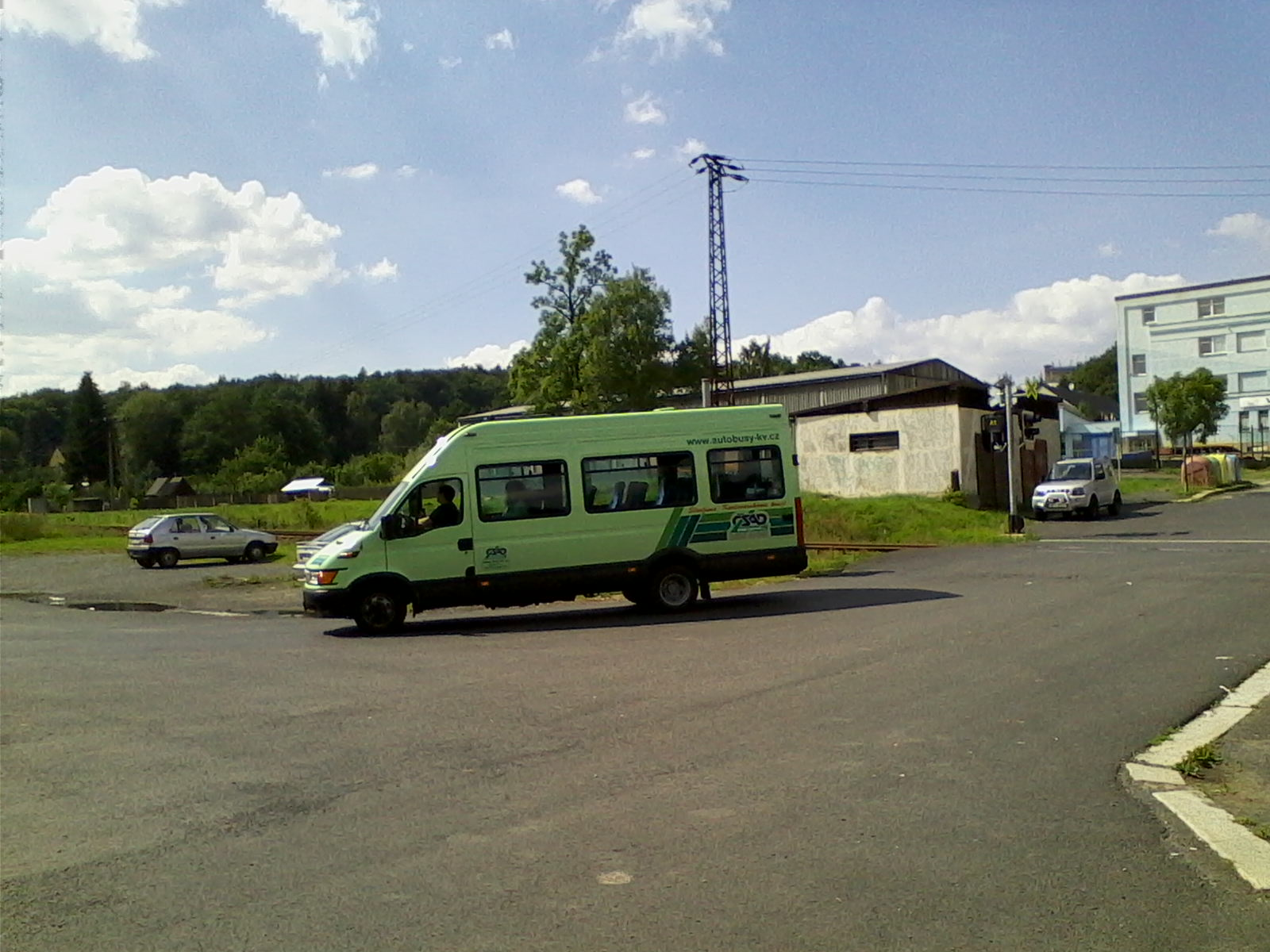
MHD Aš
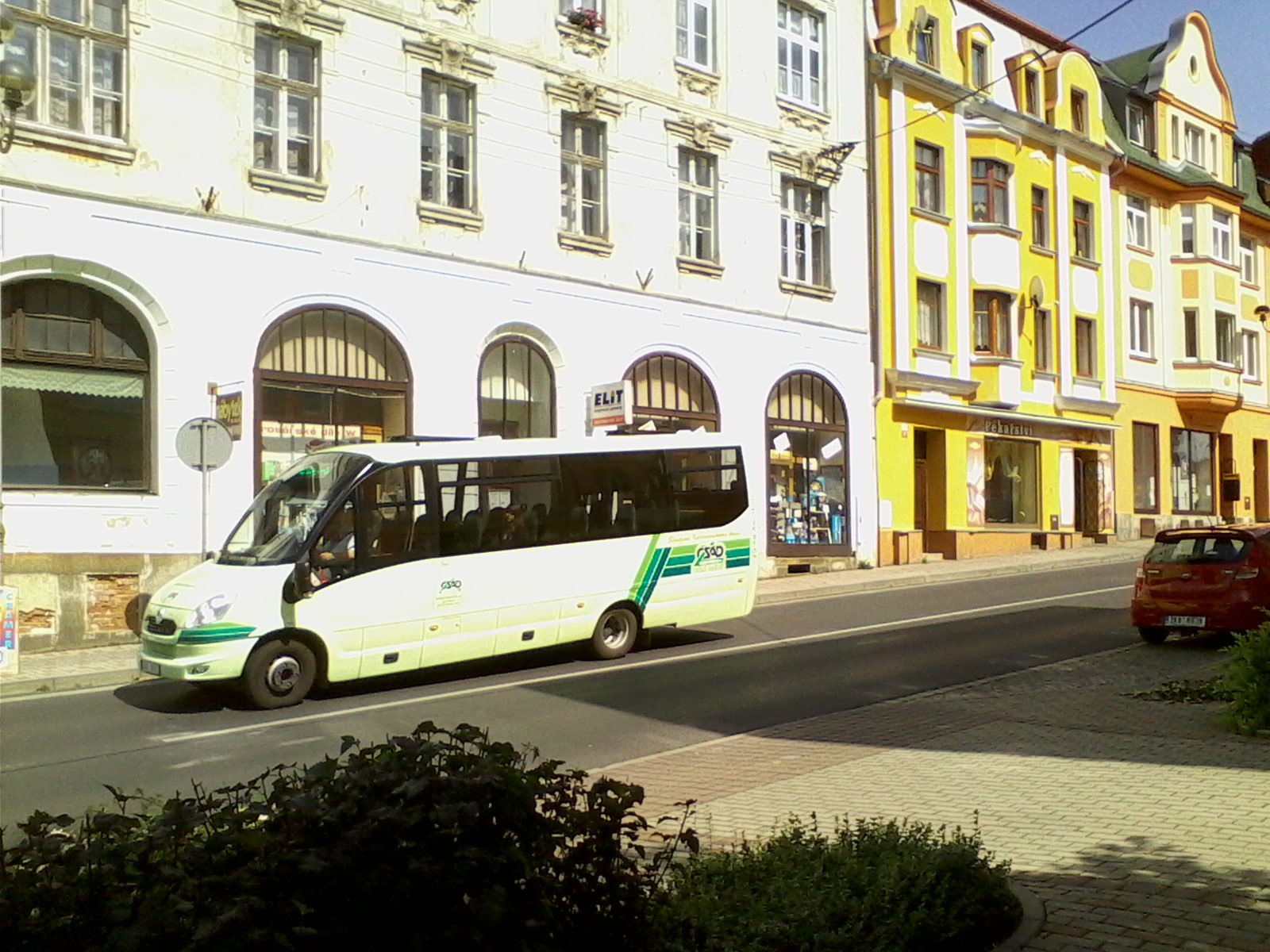
MHD Aš

### Železnice

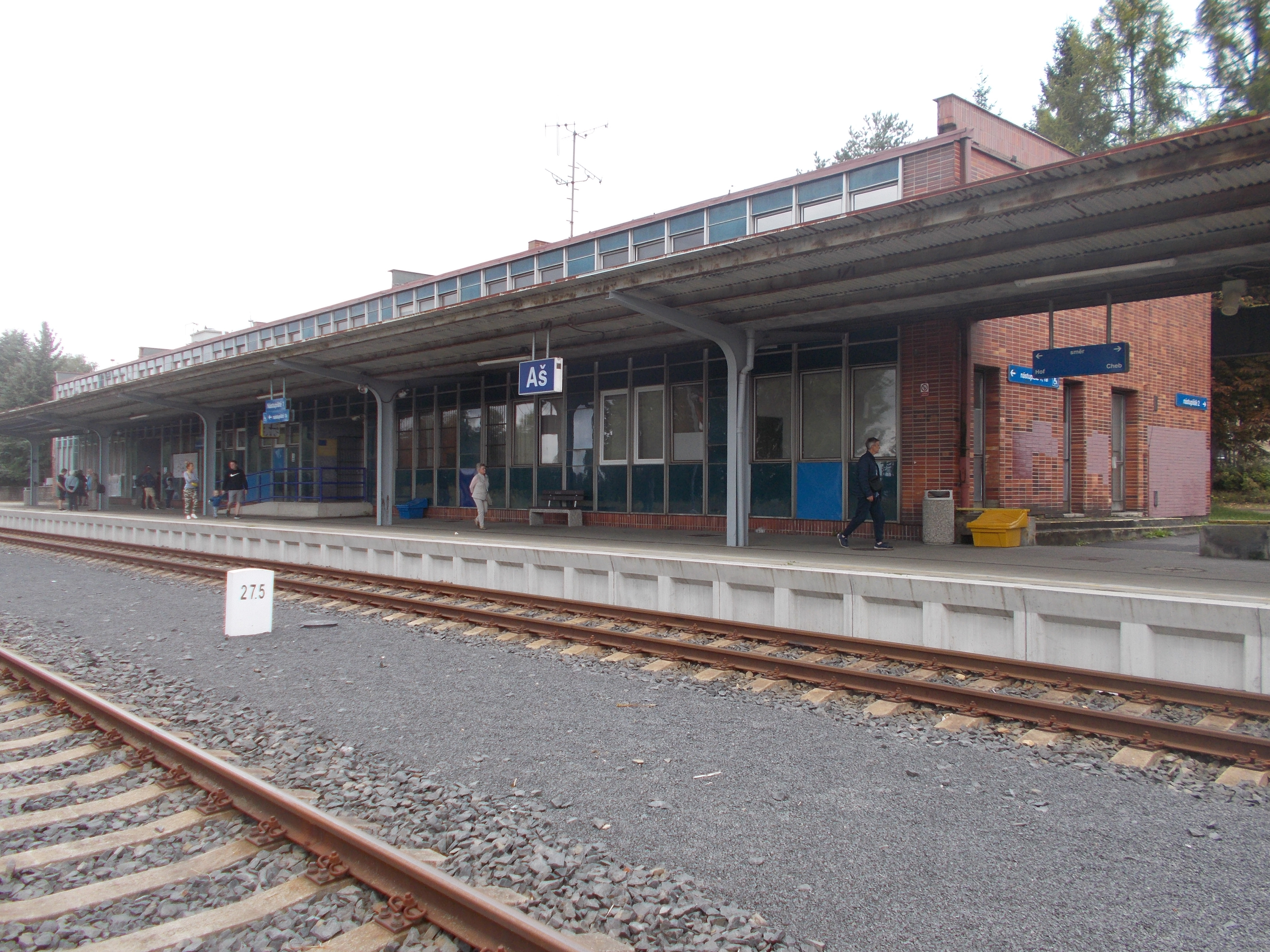
Budova železniční stanice Aš

Aš s okolními městy spojuje i železnice, jmenovitě železniční trať Cheb – Hranice v Čechách. Pravidelný spoj z Chebu do Aše jezdí v pracovní dny každým směrem dvanáctkrát, jeden spoj denně pokračuje až do města Hranice. Počet víkendových spojení se pohybuje mezi devíti a deseti. V Aši se nachází stanice Aš (hlavní nádraží), Aš město (známé jako malé, nebo horní nádraží) a zastávka Aš předměstí.
Současné hlavní ašské nádraží bylo postaveno v roce 1969 a mělo být jakýmsi menším modelem chebského nádraží. Předchozí velké nádraží, nazývané bavorské, bylo zbouráno v roce 1968.
Z Aše vedou koleje ještě dále, až do města Hranice. Původní trať směřovala do německého Selbu, ale po skončení války byla tato trasa zrušena a uzavřena. Poslední vlak, který tudy projel, byl tzv. Vlak svobody, který vyjel dne 11. září 1951 z Hazlova, nezastavil na ašském nádraží, prolomil dřevěné zátarasy a přejel státní hranice do tehdejšího Západního Německa. Někteří cestující se o pár dnů vrátili zpět do Československa, ale někteří zůstali v Německu. Poté byla tato trať využívána pouze pro nákladní dopravu a to až do poloviny 90. let minulého století. Česká i německá strana přemýšlela o obnovení trasy Aš–Selb od počátku 90. let 20. století, ale k realizaci, pro nezájem z bavorské strany, nedošlo. Město Aš se i přesto vždy snažilo návrhy znovu předkládat.
Poté, co SŽDC v roce 2011 vyhlásila, že bude tento úsek železnice ke státní hranici zrušen a rozebrán, německá strana obrátila a okamžitě se začala o trať zajímat. V sousedním městě Selb bylo vypsáno referendum, kdy měli občané rozhodnout, zda chtějí trať z Aše či nikoliv. Referendum dopadlo kladně a v roce 2012 byla v Hofu podepsána česko-bavorská dohoda o znovuobnovení tratě. Rekonstrukce českého úseku nebyla v porovnání s německou částí tak nákladná. Na německé straně bylo potřeba vybudovat přemostění na dvou místech u obce Erkersreuth, kde byl na počátku 21. století vybudován obchvat. Vlaky měly z Aše do Selbu, resp. z Chebu do Hofu jezdit již v roce 2013, provoz byl však zahájen teprve v prosinci 2015.

## Pamětihodnosti
I když se Aš řadí mezi starší města, nezachovalo se zde příliš historických památek. Nejcennější památkou byl evangelický kostel Svaté Trojice, který byl zničen při požáru v roce 1960. O něco později, v 70. letech 20. století, byly téměř všechny historické domy na hlavním, Goethově náměstí, včetně takzvaného ašského špalíčku, strženy. Jejich místa zaplnila většinou panelová výstavba.

### Stavby
| Budova radnice                 | Budova radnice byla jako barokní stavba postavena v roce 1733. V roce 1814 však vyhořela, a v roce 1816 byla znovu postavena podle původních plánu. Později bylo přistavěno další patro. Ve 20. století prošla kompletní rekonstrukcí. Bývala zde knihovna. Od roku 2003 se budova stala opět městskou radnicí. |
| Kostel Ašské muzeum            | Ašské muzeum bylo založeno v roce 1892, a nyní sídlí v budově v Mikulášské ulici, která byla postavena jako zámek Zedtwitzů. Zde je také možné zhlédnout v Evropě ojedinělou sbírku 25 000 párů rukavic. Ašské muzeum také vede celostátní evidenci smírčích křížu, kterých se na Ašsku také několik nachází. |
| Kostel sv. Mikuláše            | Kostel sv. Mikuláše je pseudorenesanční římskokatolický kostel, který byl dostavěn v roce 1871. Nahradil původní kostel sv. Mikuláše, který byl původně postaven jako součást zaniklého sídla Zedtwitzů v Aši, a který již od poloviny 19. století nevyhovoval svou velikostí. |
| Rozhledna na Háji              | Rozhledna Háj nebo také Ašská rozhledna, původně Bismarckova rozhledna, byla vystavěna v letech 1902–1903 podle plánů architekta Wilhelma Kreise, slavného autora Bismarckových sloupů. Rozhledna je 36 metrů vysoká. Je dominantou a symbolem města a hojně turisty navštěvovanou destinací. |
| Hasičská zbrojnice s knihovnou | Hasičská zbrojnice s knihovnou z roku 1930, projektovaná architektem Emilem Röslerem je od roku 2009 zařazena mezi kulturní památky. Stavba je unikátní svými interiéry, hlavně dveřními a okenními výplněmi, dlažbou a kováním. Dnes sídlo národopisné sbírky ašského muzea. |
| Kostel Nejsvětější Trojice     | Evangelický kostel Svaté Trojice byl asi nejvýznamnější památkou Aše. Stavba byla započata 1. května roku 1622, pak byl kompletně přestavěn v letech 1747–1749. Ašský dobrodinec Gustav Geipel do kostela zakoupil největší varhanní systém v tehdejších západních Čechách. Kostel kompletně vyhořel při rekonstrukci v roce 1960. Zbytky byly později strženy. V roce 2003 bylo na místě kde stál založeno pietní místo. |
|                                | Vila Christofera Fischera – vila z roku 1923 |
|                                | Vila Heinricha Justa – vila z roku 1924 |
| Budova tělocvičny              | Tělocvična, budova ašského turnerského spolku |

### Pomníky a památníky

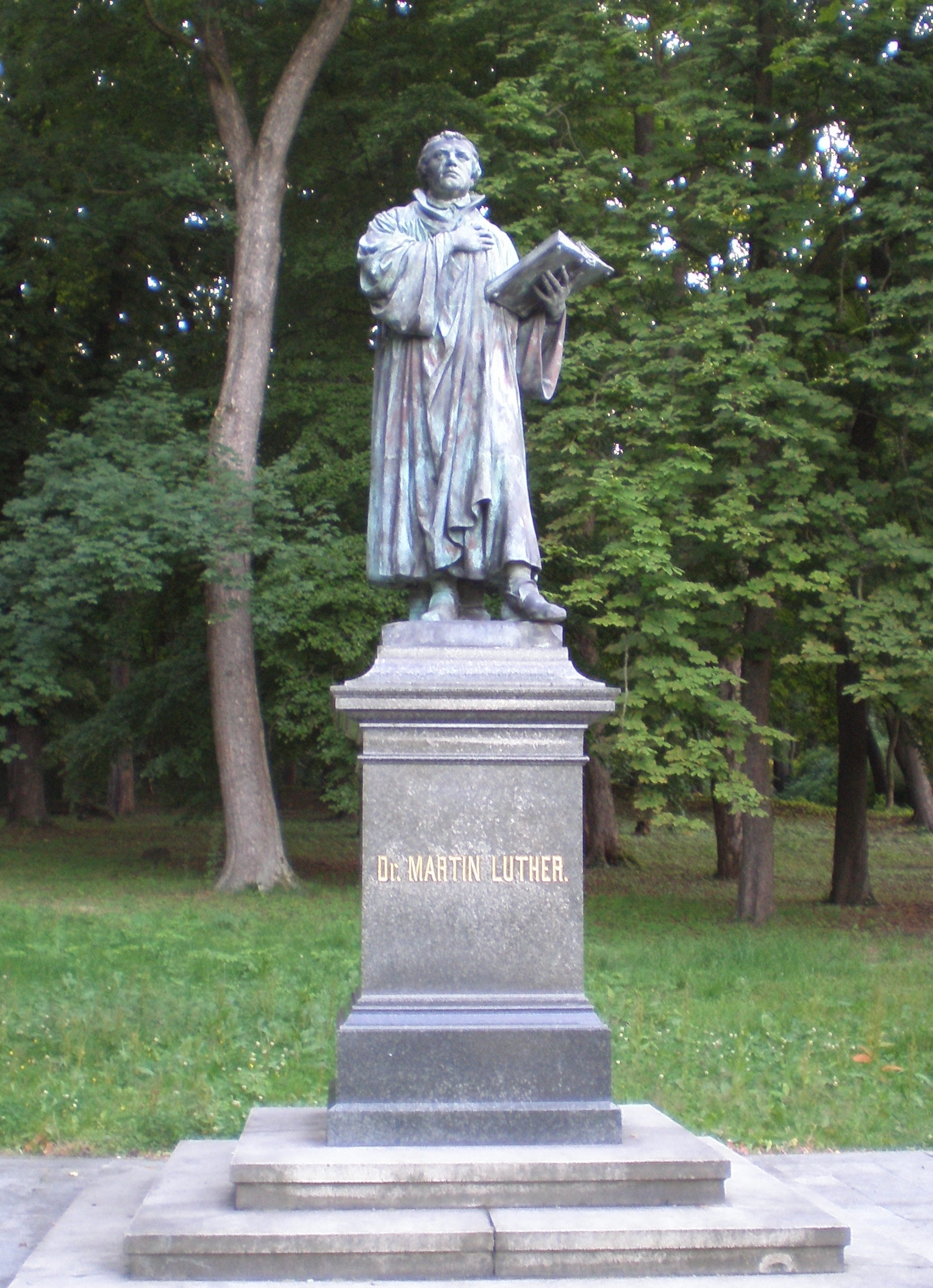
Restaurovaný Lutherův památník v sousedství ašské radnice, jediný svého druhu v České republice (2008)

- Pomník J. W. Goetha postavený v roce 1932. Jeho autorem je Johannes Watzal. Nachází se na Goethově náměstí.
- Pomník Dr. Martina Luthera byl postaven v roce 1883. Je to jediný Lutherův památník v Čechách. Jeho autorem je architekt J. Rössner.
- Památník obětem válek mezi lety 1848 a 1869 se nachází na ašském hřbitově. Má tvar obelisku umístěného na podstavci se jmény obětí. Dříve byl součástí většího památníku, společně s památníkem obětem 1. světové války.
- Památník obětem druhé světové války se nachází také na ašském hřbitově a také má tvar obelisku.
- Památník sovětským vojákům, kteří pomáhali osvobozovat ašské pohraničí, se také nachází na ašském hřbitově.
- Benešův památník se nachází na Okružní ulici, před budovou základní školy.
- Památník osvobození Aše americkou armádou stojí na hranici Masarykova náměstí a Sadů míru.
- Geipelův památník. Gustav Geipel byl ašský předválečný měšťan, průmyslník a dobrodinec, který daroval městu velkou spoustu pozemků a peněz na jejich úpravy. Památník byl odhalen na Okružní ulici v roce 1924.
- Památník Theodora Körnera z roku 1913 se nachází v lesoparku pod rozhlednou.
- Památník Friedricha Ludwiga Jahna se nachází v lesoparku pod rozhlednou.
- Pamětní deska Robertu Schumannovi je umístěna na ašské hudební škole
- Salva Guardia je kamenný reliéf s císařskými symboly, kterým císařství osvobodilo Aš od nutného ubytování vojáků a ničení města. Nyní se nachází v ašském muzeu.

zaniklé památníky
- památník se sochou císaře Josefa II., který stál před školou zbouranou v 60. letech 20. století. Jeho současná situace není známa.
- deska s reliéfem Friedricha Schillera. Byla umístěna na skále pod ašskou rozhlednou. Deska zůstala, ale již bez reliéfu. Jeho současná situace není známa.
- památník obětem první světové války, který stál v parku mezi Chebskou a Nádražní ulicí. Byl součástí většího památníku, spolu s památníkem obětem předchozích válek (ten je umístěn na ašském hřbitově). Poté, co byl památník rozebrán, aby na jeho místo byla vztyčena socha rudoarmějce, již nebyl nikdy nikde znovu instalován.
- dva památníky se sochami rudoarmějců, byly postupně umístěny na stejném místě, v parku mezi Chebskou a Nádražní ulicí. První byl zničen neznámým pachatelem, druhý byl poté stržen po pádu komunismu a je umístěn v depozitáři ašského muzea.

## Osobnosti

### Regionální osobnosti
- Gustav Geipel (1853–1914) byl ašský občan pocházející z jedné z nejvýznamnějších průmyslových rodin na Ašsku. Je znám jako dobrosrdečný mecenáš, který své peníze daroval na výstavbu domů pro chudé dělníky a staré lidi, dotoval sportoviště, opravy chodníků a silnic, zakoupil pro město pozemky pro stavbu i zalesnění, pro evangelický kostel pořídil rozsáhlý varhanní systém, a po své smrti odkázal městu velké množství peněz. V roce 1924 mu byl odhalen na dnešní Okružní ulici památník, který je jakýmsi symbolickým vstupem do Geipelova parku, který on nechal založit. Jedna z nejdůležitějších komunikací v Aši nese jeho jméno.
- Traugott Alberti byl ašský evangelický farář, otec Carla Alberiho. Namaloval spoustu dnes významných kreseb, znázorňujících Aš 19. století, a sepsal její dějiny. V roce 1870 byl povolán do Vídně, ke dvoru císaře Františka Josefa, který ho vyznamenal Rytířským křížem Železné koruny a Komturním křížem Řádu Františka-Josefa.[29] Na Vídeňské univerzitě poté Alberti zastával významný post.
- Carl Alberti byl synem faráře Trugotta Albertiho. Po svém otci zdědil vztah k Aši, a sepsal podrobné dějiny města, které byly vydány jako čtyřsvazková encyklopedie pod názvem Beiträge zur Geschichte der Stadt Asch und der Ascher Bezirkes v roce 1934.

### Ostatní osobnosti
- Lukáš Bundil, kytarista, muzikant
- Oskar Fischer, německý politik, narozen v Aši
- Konrad Henlein, učitel u Deutscher Turnverband v Aši, v roce 1925 založil „Ascher Turnschule“
- Miroslav Chrástka, zpěvák, kytarista a skladatel skupiny Turbo
- Otto Jäger, letecké eso v 1. světové válce, narozen v Aši
- Sebastian Knüpfer, německý hudební skladatel, narozen v Aši
- Lenka Marušková (za svobodna Hyková), stříbrná medailistka ve sportovní střelbě na Olympiádě 2004 v Athénách, která žila v Aši
- Daniel Procházka, stylista a vizážista českých hvězd
- Andreas Leonhardt, hudební skladatel, autor rakouských vojenských pochodů, narozen v Aši
- Jiří Sekáč, profesionální hokejista hrající v NHL, který žil v Aši.
- Petr Sepeši, zpěvák, který žil v Aši,
- Čestmír Šíma (* 1979), strongman a nejsilnější Čech[30]
- Anna Šochová, spisovatelka
- Horst Tomayer, německý spisovatel a herec, narozen v Aši
- Petr Zahrádka, básník, narozen v Aši
- Markéta Zinnerová, spisovatelka knih pro děti a mládež

### Návštěvníci města
- Josef II., římskoněmecký císař a král český a uherský (4. října 1779)
- Johann Wolfgang von Goethe, německý básník (1806, 1819)
- Robert Schumann, německý hudební skladatel
- Adolf Hitler, nacistický vůdce (1938)
- Edvard Beneš, pozdější československý prezident (1915)
- Klement Gottwald, pozdější československý prezident
- Ludvík Svoboda, československý prezident
- Gustáv Husák, československý prezident (23. srpna 1973)
- Václav Havel, český prezident (2. května 1996)
- Václav Klaus, český prezident (12. dubna 2006)
- Miloš Zeman, český prezident 2015
- Petr Pavel, český prezident (jako zvolený prezident navštívil Aš 15. února 2023)

## Partnerská města
Aš má následující partnerská města:
- Fiumefreddo di Sicilia, Itálie
- Marktbreit, Německo (od 18. srpna 2012)
- Olešnice nad Halštrovem (Oelsnitz), Německo
- Plavno (Plauen), Německo (od roku 1962)
- Rehau, Německo

V rámci přeshraniční spolupráce město Aš spolupracuje a žádá finanční prostředky z evropských fondů také společně s obcemi:
- Bad Elster, Německo
- Fichtelberg, Německo